# Чоканари (Валча)
Чоканари (рум. Ciocănari) насеље је у Румунији у округу Валча у општини Мачука. Oпштина се налази на надморској висини од 260 m.

## Становништво
Према подацима из 2002. године у насељу је живело 241 становника, од којих су сви румунске националности.